# 米州相互援助条約
アメリカ相互援助条約（べいしゅうそうごえんじょじょうやく、英: Inter-American Treaty of Reciprocal Assistance）は、リオデジャネイロで1947年9月2日に署名され、1948年3月12日に発効した、米国と南アメリカ諸国間の防衛に関する軍事同盟である。

## 概要
1947年9月2日、リオデジャネイロにおいて調印されたこの条約は、第二次世界大戦当時からアメリカ合衆国主導によって国際連合憲章とともに推進されていたものであり、その過程で国連憲章51条に“right of collective self-defense”（集団的自衛権）を明記させる原因となった条約である。
1948年3月12日に発効後は冷戦構造を反映するものとなった。アメリカ合衆国は、本条約と、1948年4月30日に署名され1951年12月13日に発効したボゴタ憲章（米州機構）とによって、ラテンアメリカ諸国を軍事的にも経済的にも西側陣営に組み込んでいった。
1950年代から1960年代は、キューバ危機に対する米国海軍による海上封鎖への支持等、何度か使われることがあった。トリニダード・トバゴ（1967年）とバハマ（1982年）を除き、1947年以降の独立国の加盟はされていない。
1982年にアルゼンチンがフォークランド諸島（マルビナス諸島）の領有権を主張して同島を占領したフォークランド紛争においては、外相協議会でアルゼンチンの主張を認めたものの、集団的自衛権の発動は行わなかった。
2001年のアメリカ同時多発テロ事件の時、同条約が発動される。しかし、メキシコは予測されるイラク戦争に発動されることを危惧し、2002年に脱退を宣言、2004年9月に脱退した。
2012年6月、当時左派政権のベネズエラ、エクアドル、ボリビア、ニカラグアが脱退。
2019年、ベネズエラの野党党首フアン・グアイドが議長を務める国民議会が、同条約への復帰を宣言。2019年7月に条約への復帰を承認した。

## 参加国
| - アルゼンチン - バハマ - ブラジル - チリ - コロンビア - コスタリカ |  | - ドミニカ共和国 - エルサルバドル - グアテマラ - ハイチ - ホンジュラス - パナマ |  | - パラグアイ - ペルー - トリニダード・トバゴ - アメリカ - ベネズエラ（フアン・グアイド政権） - ウルグアイ |

## 過去の参加国
パナマは1989年に一時除名され、アメリカによるパナマ侵攻を受けた。メキシコはイラク戦争に反発し、2004年9月に脱退した。
- メキシコ

キューバは社会主義革命に伴い1964年に除名された。
- キューバ

米州ボリバル同盟に加盟するボリビア、エクアドル、ニカラグア、ベネズエラは、左派政権の主導で2012年6月に脱退を表明し、2014年までに完了している。
- ボリビア
- エクアドル
- ニカラグア
- ベネズエラ（ニコラス・マドゥロ政権）

## 非参加国
南北アメリカ州諸国のうち、イギリス連邦に属する以下の国およびスリナム（旧オランダ領）は未加盟。またフランス領ギアナおよびイギリス領地域（イギリス領ヴァージン諸島など）、オランダ領地域は海外領土なので地域独自の判断を許されず、加盟出来ない。
- アンティグア・バーブーダ
- バルバドス
- カナダ
- ベリーズ
- ドミニカ国
- グレナダ
- ガイアナ
- ジャマイカ
- セントクリストファー・ネービス
- セントルシア
- セントビンセント・グレナディーン
- スリナム